# Le 6/9 (France)
Pour les articles homonymes, voir Le 6/9.
 (décembre 2009).
Si vous disposez d'ouvrages ou d'articles de référence ou si vous connaissez des sites web de qualité traitant du thème abordé ici, merci de compléter l'article en donnant les références utiles à sa vérifiabilité et en les liant à la section « Notes et références ».
Le 6/9 est une émission de radio diffusée sur NRJ du lundi au vendredi de 6 heures à 10 heures. Elle est présentée, depuis 2011, par Emmanuel Levy, date à laquelle elle prend le nom de Manu dans le 6/9. Pour la saison 2020–2021, le 6/9 devient le 6/10.

## Histoire de l'émission

### Le 6/9
En septembre 2001, Bruno Guillon, animateur de la tranche musicale 9 h-12 h entre 1998 et 2001 prend la tête du 6/9, la matinale qui succède au Festival Roblès. Pendant deux ans, il est accompagné de plusieurs chroniqueurs : humoriste, comédien, auteur-metteur en scène et directeur artistique avec Jonathan Lambert, Philippe Lelièvre, Arnaud Lemort, Henri Delorme et, dès septembre 2002, Manu Payet.
À la rentrée 2003, Le 6/9 change de formule où Bruno est accompagné de deux trublions : Manu Payet (Manos), qui est le seul à rester, les autres préférant se consacrer à leurs métiers d'origine, et Florian Gazan (Flo). Trois ans plus tard, Manos décide de se consacrer à sa nouvelle carrière d'humoriste et quitte Le 6/9. Il est remplacé par Camille Combal, en provenance de Fun Radio.
En 2007–2008, l'émission est diffusée, pour la première et la seule année, le samedi de 7 h à 10 h en plus des émissions habituelles du lundi au vendredi, 6 h-9 h. Le dimanche matin, 7 h-10 h, est occupé par Manu Payet qui fait son retour sur NRJ, aux côtés de Mathieu Ouillon dans l'unique saison du Sunday Fraise.
À la rentrée 2008, il y a grands changements dans l'émission. Bruno Guillon et Camille Combal démissionnent de NRJ pour aller animer sur Virgin Radio, une émission de 17 h à 20 h, Bruno Guillon et Camille ou Le 17/20. Ils sont remplacés par Kash (ex-animateur du 17 h-21 h sur Virgin Radio) et Mustapha El Atrassi (ex-chroniqueur chez Laurent Ruquier sur Europe 1) le temps d'une saison. Kash inverse donc sa place avec Bruno.
En 2009, le célèbre animateur de TF1, Nikos Aliagas, remplace Kash aux commandes du 6/9. Kash se voit alors confier l'animation de la tranche 17 h-21 h puis 16 h-21 h sur la même radio[réf. nécessaire].
En 2010, Florian Gazan est remercié par la station et est remplacé par une animatrice, Karine Ferri. Il va alors rejoindre son ancien collègue, Bruno Guillon, pour animer la matinale de la radio Virgin Radio.

### Manu dans le 6/9
En juin 2011, après les départs de Nikos Aliagas, Mustapha El Atrassi et Karine Ferri de la station, le 6/9 change complètement d'équipe et revient sous le nom de Manu dans le 6/9. Manu arrive avec l'équipe qu'il avait à Fun Radio, Grégory Vacher, Élodie Gossuin (qui s'était déjà essayé à l'animation du morning de Fun Radio avec Manu et Vacher lors du congé maternité de Virginie de Clausade, pour coanimer l'émission) et la standardiste Oriane Halévi.
Une 2e saison revient le 27 aout 2012. Cependant, Élodie Gossuin et Grégory Vacher sont remplacés par Stéphanie Loire.

## Identité visuelle

Logo de 2001 à 2009.
De 2009 à 2011.
De 2011 à 2014.
De 2014 à 2020.
Depuis 2020.

## Rubriques de l'émission

### Jeux et rendez-vous quotidiens

#### Saisons2001–2008
- Le Doroscope : À 6 h 44, 7 h 44 et 8 h 44, Dorothée (ou Claire ou Elliot si Dorothée n'est pas la) présente l'horoscope du jour.
- Le Télévengeur : À 6 h 15 et à 8 h 15, cette rubrique propose aux auditeurs de se venger des personnes qui les ennuient en leur téléphonant.
- Les nouveautés télés : Toutes les nouvelles informations de la télévision avec Flo, à 6 h 45 et 8 h 45 (7 h 45 et 9 h 45 le samedi).
- Les fausses pubs : Parodies de publicités.
- Le 6/9 télé : Parodies d'émissions de télévision.
- Le 6/9 movie : Parodies de séries de télé ou de films.
- Les Morning News : De fausses actualités à 7 h 45 (8 h 45 le samedi) par Camille Combal.
- Le retour gagnant : Tous les jours, l'équipe du 6/9 ressort un ancien titre de la cave.

#### Saison2008–2009
- Le Télévengeur : Cette rubrique propose aux auditeurs de se venger des personnes qui les ennuient en leur téléphonant. Depuis la nouvelle saison, le vengé n'est plus en direct.
- Les Fausses Pubs : Parodies de publicités.
- Ca Vient De Tomber : 6 à 7 fois par jour, de petites morning news qui remplacent « Les Morning News » de Camille Combal. Ces news sont diffusées précisément à 6 h 24, 6 h 49, 7 h 27, 7 h 50, 8 h 26 et, s'il n'y a pas d'invité en interview, 8 h 50.
- Le Carré VIP de Mustapha : diffusées chaque matin à 7 h 45, elles se basent sur les personnalités, et présentent des anecdotes imaginaires à leur propos.
- Les Pourquoi -  Les questions que personne ne se pose : Chaque matin, de fausses questions existentielles sont posées.
- Les nouveautés TV de Florian Gazan : Toutes les nouvelles infos de la télévision avec Flo.
- La Grosse Info : Tous les jours le 6/9 présente une info.
- L'horoscope : Présentation de l'horoscope du jour par Sandy.

#### Saison2009–2010
- Le Télévengeur : Cette rubrique propose aux auditeurs de se venger des personnes qui les ennuient en leur téléphonant avec la voix de personnalités extraits d'émissions TV, de films, etc. dans le but de les énerver.
- Ca Vient De Tomber : 6 à 7 fois par jour, de petites morning news (du type des « titres non-développés » de Nagui et Manu sur Virgin Radio) sont diffusés avant une chanson par Mustapha.
- Les nouveautés TV de Florian Gazan : Toutes les nouvelles infos de la télévision avec Flo.
- La Grosse Inflo : Tous les jours Florian Gazan présente une info.
- L'horoscope : Présentation de l'horoscope du jour par Sandy.
- Le Roi de l'actu avec Mustapha
- La hotline les peoples commentent leur actualité, Nico et Flo se chargent d'imiter leurs voix
- L'info qui sert à rien avec Flo
- Le 6/9 drague pour toi
- 3 minute douche comprise

#### Saison2010–2011
- Ça vient de tomber : 6 à 7 fois par jour, avant une musique, Mustapha dit une blague concernant l'actualité d'une personnalité.
- Le Top five : avec Karine Ferri
- Le mot qui tue : [À 6 h 45] Un auditeur doit retrouver un mot dans une phrase quelconque sachant que ce mot a été remplacé par « TABOO ».
- Le service client [À 7 h 45] L'équipe propose son aide pour convaincre le proche d'un auditeur de céder à la demande de celui-ci, mais aussi de permettre à un auditeur de déclarer sa flamme à la personne concernée, de faire une demande en mariage…
- L'homme qui valait 1 000 € : [A 8 h] Un auditeur remporte 1 000 € à la suite des deux lettres prononcées par Nikos peu avant qui doivent correspondre aux initiales de l'auditeur.
- Le Télévengeur : [À 8 h 5] Cette rubrique propose aux auditeurs de se venger des personnes qui les ennuient en leur téléphonant avec la voix de personnalités extraits d'émissions TV, de films, etc. dans le but de les énerver.
- La hotline : [À 8 h 45] Ce sont les peoples qui commentent leur actualité, Nico Richaud se charge d'imiter leurs voix.
- Le SexyBack : [À 9 h] L'auditrice doit appeler son conjoint parti au travail et le convaincre de rentrer à midi pour prendre du bon temps, cela avec deux phrases imposées.

### Les parodies musicales
Le 6/9 produisait également des parodies musicales durant la période où Bruno Guillon était à la tête de l'émission (de 2001 à 2008) :
- Septembre 2002 (saison 2002–2003) : Faut passer ton bac (adaptation de Because I Got High d'Afroman)
- Septembre 2002 (saison 2002–2003) : J'ai plus de thunes, j'suis raide (parodie de All the Things She Said de t.A.T.u.)
- Octobre 2002 (saison 2002–2003) : Le Sfür (parodie d'Asereje (The Ketchup Song) de Las Ketchup)
- Octobre 2002 (saison 2002–2003) : Number one (parodie de 1er Gaou de Magic System)
- Juillet 2003 (saison 2002–2003) : Tout le malheur du monde (parodie de Tout le bonheur du monde de Sinsemilia)
- Septembre 2003 (saison 2003–2004) : Laisse glander les gens (parodie de Laisse parler les gens de Dis l'heure de zouk)
- Juin 2004 (saison 2003–2004) : Le poulailler (parodie de Dragostea Din Tei d'Haiducii ou O-Zone et de La Ferme Célébrités)
- Janvier 2005 (saison 2004–2005) : Lentilles de Contact (parodie de Contact de Kyo)
- Février 2005 (saison 2004–2005) : Laissez-moi zapper (parodie de Laissez-moi danser de Dalida)
- Juin 2005 (saison 2004–2005) : Le casting parfait (parodie d'Un monde parfait d'Ilona et de La Ferme Célébrités)
- Octobre 2005 (saison 2005–2006, dernière saison de Manu Payet) : Je ne suis plus un héros (parodie de Je ne suis pas un héros de Daniel Balavoine)
- Novembre 2005 (saison 2005–2006, dernière saison de Manu Payet) : L'hymne de Fontaine Bataille (parodie de L'Hymne de nos campagnes de Tryo)
- Février 2006 (saison 2005–2006, dernière saison de Manu Payet) : Parodie des maladies (parodie de J'voulais de Amine)
- Septembre 2006 (saison 2006–2007, après l'arrivée de Camille Combal) : Tribal-tringues (parodie de Façon Sex de Tribal King)
- Juin 2008 (saison 2007–2008, avant le départ de Bruno Guillon et Camille Combal) : Dis-moi (parodie de Dis-moi des BB Brunes)
- Novembre 2008 (saison 2008–2009 après l'arrivée de Kash et Mustapha El Atrassi) Allez Keke (Parodie des Freeze de T-Pain et Chris Brown)
- Janvier 2011 (avec Nikos, l'équipe sort une nouvelle parodie) : Vibro (parodie de Hello de Martin Solveig)

Ils ont sorti 2 albums :
- Novembre 2002 : RN 6-9 où figure notamment Une grand-mère sur le toit, Le Sfür, Number one et Faut passer ton bac.
- Novembre 2004 : C'est commerçant où figure le titre Le poulailler, J'ai plus de thunes, j'suis raide et Laisse glander les gens.

Ils ont également produit de nombreux artistes tels Jonatan Cerrada.

### RubriqueLe Télévengeur
Le Télévengeur est en fait une émission humoristique diffusée dans le 6/9 sur NRJ et sur Rire et Chansons. Il s'agit d'un canular téléphonique, qui utilise le podcasting avec des voix de personnalités célèbres pour appeler des gens.
C'est en fait des auditeurs de la radio qui veulent se venger de quelqu'un en l'humiliant, en le provoquant et en le poussant à bout, pour aboutir à la colère. Des acteurs, chanteurs, animateurs, humoristes, ou personnages de films, de dessins animés ou de séries sont utilisés comme : Jamel Debbouze, Franck Dubosc, Johnny Hallyday, Bruce Willis, Coluche, Patrick Poivre d'Arvor, Homer Simpson, Louis de Funès, Élie Semoun, Michel Blanc, Shrek, Terminator, Nicolas Sarkozy, Tintin, Will Smith, Julien Courbet, Jean-Pierre Pernaut, Gad Elmaleh, Éric et Ramzy, Julien Lepers, Dominique Duforest (« La voix » de l'émission Secret Story sur TF1) etc.
L'émission est présentée par Kash, Mustapha El Atrassi, et Florian Gazan,